# Atletica leggera ai Giochi della XXXIII Olimpiade - Maratona di marcia a staffetta mista
Ai Giochi della XXXIII Olimpiade la Maratona di marcia a staffetta mista si è svolta il giorno 7 agosto 2024 tra il Pont d'Iéna e l'Hôtel de Ville di Parigi. La staffetta mista è una nuova specialità inserita ufficialmente nel programma olimpico dal 2024 in sostituzione della 50 km maschile individuale.
La competizione prevede una staffetta su strada in quattro frazioni sulla distanza complessiva di 42,195 km, pari a quella della maratona. La prima e la terza frazione (di 11,395 km e 10 km rispettivamente) sono riservate a marciatori uomini, la seconda e l'ultima (di 10 km e 10,8 km rispettivamente) a marciatrici donne.

## Presenze ed assenze dei campioni in carica
La specialità è stata introdotta nel calendario mondiale nel 2023.
| Competizione            | Nazione | Prestazione | Parigi 2024 |
| ----------------------- | ------- | ----------- | ----------- |
| Panamericani 2023       | Ecuador | 2h56'49”    | Presente    |
| Mondiali a squadre 2024 | Italia  | 2h56'45”    | Presente    |

## Risultati

### Tempi intermedi
| Frazione | Punto di rilevazione | Tempo totale | Testa della corsa  | Tempo sul giro |
| -------- | -------------------- | ------------ | ------------------ | -------------- |
| 1        | 11,4 km              | 43'32”       | Christopher Linke  | 43'32”         |
| 2        | 21,4 km              | 1h25'56”     | Jemima Montag      | 42”24          |
| 3        | 31,4 km              | 2h04'07”     | Álvaro Martín      | 38”11          |
| 4        | 42,195 km            | 2h50'31”     | María Pérez García | 45'51”         |

### Ordine d'arrivo
| Pos.    | Atleta                                | Nazione    | Tempi parziali          | Tempo finale | Distacco | Note                                    |
| ------- | ------------------------------------- | ---------- | ----------------------- | ------------ | -------- | --------------------------------------- |
| Oro     | Álvaro MartínMaría Pérez              | Spagna     | 43:33 42:56 38:11 45:51 | 2h50:31      |          | Miglior prestazione mondiale stagionale |
| Argento | Brian PintadoGlenda Morejón           | Ecuador    | 43:33 42:55 38:15 46:39 | 2h51:22      | +0:51    |                                         |
| Bronzo  | Rhydian CowleyJemima Montag           | Australia  | 43:55 42:27 39:25 45:51 | 2h51:38      | +01:07   |                                         |
| 4       | César RodríguezKimberly García        | Perù       | 44:12 42:12 39:56 45:36 | 2h51:56      | +01:25   |                                         |
| 5       | Ever PalmaAlegna González             | Messico    | 44:22 42:01 40:50 45:25 | 2h52:38      | +02:07   |                                         |
| 6       | Massimo StanoAntonella Palmisano      | Italia     | 43:40 42:53 38:54 48:25 | 2h53:52      | +03:21   |                                         |
| 7       | Caio BonfimViviane Lyra               | Brasile    | 43:33 43:05 39:33 47:57 | 2h54:08      | +03:37   |                                         |
| 8       | Masatora KawanoKumiko Okada           | Giappone   | 43:33 43:58 39:49 48:20 | 2h55:40      | +05:09   |                                         |
| 9       | Miguel Ángel LópezCristina Montesinos | Spagna     | 44:27 44:14 39:34 47:55 | 2h56:10      | +05:39   |                                         |
| 10      | Christopher LinkeSaskia Feige         | Germania   | 43:32 44:13 40:24 48:05 | 2h56:14      | +05:43   |                                         |
| 11      | Aurélien QuinionClémence Beretta      | Francia    | 43:58 43:50 40:19 48:47 | 2h56:54      | +06:23   |                                         |
| 12      | Mateo RomeroSandra Arenas             | Colombia   | 44:57 44:09 41:01 47:47 | 2h57:54      | +07:23   |                                         |
| 13      | Eiki TakahashiAyane Yanai             | Giappone   | 44:04 44:40 39:35 49:49 | 2h58:08      | +07:37   |                                         |
| 14      | He XianghongQieyang Shijie            | Cina       | 4449 42:39 43:38 48:07  | 2h59:13      | +08:42   |                                         |
| 15      | Zhang JunYang Jiayu                   | Cina       | 43:41 42:42 40:23 48:57 | 3h00:43      | +10:12   | Pen.                                    |
| 16      | Maher Ben HlimaOlga Chojecka          | Polonia    | 45:32 44:40 41:48 48:55 | 3h00:55      | +10:24   |                                         |
| 17      | Ivan BanzerukLiudmila Oleanovska      | Ucraina    | 45:43 43:23 44:38 48:06 | 3h01:50      | +11:09   |                                         |
| 18      | Dominik ČernýHana Burzalová           | Slovacchia | 46:09 46:35 41:33 49:37 | 3h03:54      | +13:23   |                                         |
| 19      | César HerreraLaura Chalarca           | Colombia   | 45:43 45:23 41:51 50:59 | 3h03:56      | +13:25   |                                         |
| 20      | Evan DunfeeOlivia Lundman             | Canada     | 43:41 47:23 39:51 51:02 | 3h04:57      | +14:26   | Pen.                                    |
| 21      | Bence VenyercsánBarbara Olah          | Ungheria   | 45:43 46:17 42:07 51:11 | 3h05:18      | +14:47   |                                         |
| 22      | Declan TingayRebecca Henderson        | Australia  | 47:23 46:23 42:00 50:35 | 3h09:21      | +18:50   | Pen.                                    |
| 23      | Mazlum DemirAyşe Tekdal               | Turchia    | 46:08 49:59 42:37 56:09 | 3h14:53      | +24:22   |                                         |
|         | Vít HlaváčEliška Martínková           | Rep. Ceca  | 45:44 47:33 41:22       | Rit.         |          |                                         |
|         | Suraj PanwarPriyanka Goswami          | India      | 44:49 46:28 42:03       | Rit.         |          | Pen.                                    |